# Ear X-Tacy
Ear X-Tacy è il primo album solista del chitarrista statunitense Andy Timmons, pubblicato nel 1994.

## Tracce
1. Carpe Diem - 3:59
2. Turn Away - 2:13
3. Remember Stevie - 5:18
4. Cry for You - 6:56
5. Farmer Sez - 1:46
6. Electric Gypsy - 4:34
7. I Have No Idea - 5:36
8. This Time for Sure - 1:52
9. It's Getting Better - 4:43
10. Hiroshima (Pray for Peace) - 6:16
11. No More Goodbyes - 5:19
12. Bust a Soda - 3:52
13. There Are No Words - 3:45

## Formazione
- Andy Timmons - chitarra
- Mike Daane - basso
- Mitch Marine - batteria